# Klein Doortje
Klein Doortje è un film muto del 1917 prodotto e diretto da Friedrich Zelnik.

## Produzione
Il film - che fu prodotto da Friedrich Zelnik per la Berliner Film-Manufaktur GmbH (Berlin) - venne girato negli studio della Fern Andra-Film .

## Distribuzione
Il film fu proiettato per la prima volta a Berlino il 7 settembre 1917.